# Гельсінгборг-Центральний
56°02′40″ пн. ш. 12°41′40″ сх. д. / 56.044388888889° пн. ш. 12.694444444444° сх. д.
Гельсінгборг-Центральний, або Кнутпунктен

— провідна залізнична станція в Гельсінборзі. 
Це транзитний вузол для поромів, поїздів далекого прямування (SJ AB), Öresundståg, Pågatåg, міських і регіональних автобусів та один із найзавантаженіших транспортних вузлів Швеції.
Залізнична станція є одинадцятою за пасажирообігом у Швеції з 24 100 пасажирами щодня (2016). 

Ця цифра включає пасажирів поромів та автобусів. 
Загалом Кнутпунктен щодня відвідує приблизно 45 000 осіб. 
Будівля є великим комплексом, який також містить ресторани, паби, крамниці та офісні приміщення. 
Поруч з Кнутпунктен розташований сучасний Elite Hotel Marina Plaza на 197 номерів. 
Будучи залізничною станцією, це одна з найбільших станційних будівель у Швеції та одна з восьми станцій Швеції з підземними залізничними коліями, що прямують Гельсінборзьким тунелем. 
Під землею розташовані дві платформи (чотири колії). 
Також є платформа над землею, яка, однак, не використовується регулярно, а призначена для стоянки поїздів. 
Будівля також містить кілька адміністративних офісів муніципалітету Гельсінгборг, таких як міська будівельна адміністрація, а з 2016 року також офісний готель для бізнесменів. 

## Хаб
Кнутпунктен — найбільша залізнична станція Гельсінборга (з трьох в агломерації та десяти загалом у муніципалітеті Гельсінборг) і одна з найбільших у Швеції. 
Дві інші залізничні станції в місті: станція Марія, що розташована на північ, і станція Рамлеса, що розташована на південь.
До 1991 року станція, розташована за 300 м на північ (поромна станція Helsingborg F/Helsingborg), була важливою насамперед для міжміського сполучення поїздами з Гетеборга та Стокгольма, які також подорожували на поромі до Гельсінгера. 
За 200 метрів на південь від Кнутпунктена розташовувався старий центральний вокзал Гельсінгборга, звідки відправлялися потяги, серед іншого, до Мальме.
На початок 2020-х потяги Öresundståg курсують до Гетеборга, Мальме та Копенгагена через Ландскруну. 
Також курсують потяги Pågatåg до Ферслев та Гальмстад, а також до Крістіанстад (через Гесслегольм та Осторп) і до Теллеборга через Ландскруну та в напрямку Істад через Еслев. 
SJ також обслуговує Гельсінгборг як частину лінії Мальме — Гельсінгборг — Гетеборг, після того, як не обслуговував місто у 2011–2015 роках. 
На південь від станції Гельсінгборг-Центральний (з чотирма коліями) Västkustbanan двоколійна. 
На північ від станції потяги прямують одноколійним Гельсінгборзьким тунелем та продовжується через ліс Полшйо до станції Марія. 
З 2024 року ця дистанція стане єдиною дистанцією Västkustbanan, яка не була розширена до двоколійної.
Регіональні автобуси та експрес-автобуси мають автовокзал у Кнутпунктен, який був урочисто відкритий у 2005 році. 
Міські автобуси здебільшого зупиняються на вулиці біля будівлі вокзалу.
У 2015 році Scandlines і HH Ferries були об’єднані в ForSea Ferries, яка тепер забезпечує всі пасажирські поромні перевезення між Гельсінгборгом і Гельсінгером. 
Бренд Scandlines був припинений для маршруту у 2018 році.
Наприкінці 2023 року платформи мають бути введені в експлуатацію за 200 м на південь від головної будівлі для пасажирських поїздів до Гесслегольма, Еслева та інших, щоб збільшити пропускну здатність через будівництво подвійної колії на лінії Västkustbanan. 

## Будівля

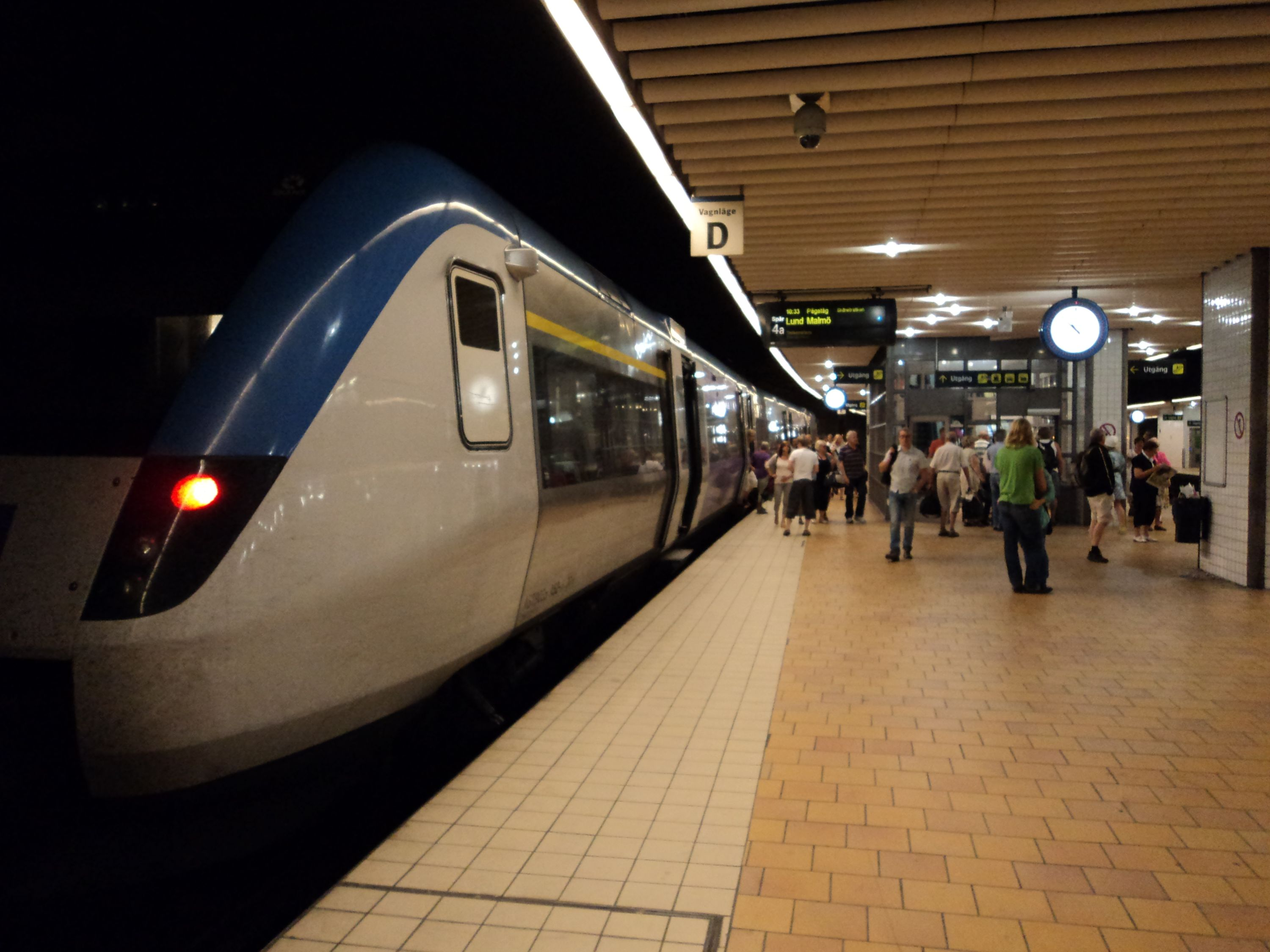
Pågatåg чекає відправлення до Мальме через Текоматорп.

Кнутпунктен був побудований у 1984 — 1991 роках за кресленнями Івара Креппа і розташований на місці старого Центрального вокзалу, спроектованого Гельго Зеттерваллем
. 
Завдяки будівництву Кнутпунктен і спуску колій у Гельсінгборзький тунель була вирішена велика проблема щодо залізниці в Гельсінгборзі.
У середині 2000-х років нерухомість кілька разів змінювала власників. 
У 2005 році Kungsleden AB продала нерухомість фонду, керованому данською Keops A/S. 
У 2007 році майно було придбано фондом, яким керує British Lathe Investment, а у 2008 році його придбала Nordic Land. 
13 жовтня 2010 року будівля знову змінила власника, цього разу на Wihlborgs. 
За дорученням нового власника будівлю було реконструйовано у два етапи: 2014-2016 рр., зі створенням п’яти нових рівнів офісних приміщень для ділових операцій у формі офісу, а також у 2019-2021 рр., коли змінили фасад біля північного головного входу  на сучасну скляну конструкцію, а всередині цієї скляної конструкції були створені нові зони для роботи ресторану. 